# Show 713
Show 713 foi um programa de televisão, que durou de 1958 até 1962,  o primeiro programa na televisão transmitido direto entre Rio de Janeiro e São Paulo pela RecordTV e TV Rio que formavam na época as Emissoras Unidas. O programa consistia em apresentações de cantores, notícias, variedades, 
além de números humorísticos com grandes atores da época. Era exibido com metade da tela dedicado a emissora carioca e a outra metade, a emissora paulista.
Ia ao ar, inicialmente, de segunda à sexta feira ao meio dia e tinha a duração de duas horas. Após algum tempo sua duração foi reduzida para uma hora e sua exibição passou a ser apenas três vezes por semana. O show saiu do ar em 1962 pois as emissoras em conjunto entenderam que deveriam exibir atrações vespertinas independentes e, também, pelo cansaço do formato.